# Vinorodni okoliš Haloze
Vinorodni okoliš Haloze (1502 ha) je eden od sedmih vinorodnih okolišev 9813 hektarov obsegajoče slovenske vinorodne dežele Podravje. Haloze so gričevje, ki v dolžini 30 km poteka ob desnem bregu reke Drave, južno od Ptuja. Zahodna stran hribovja obsega gozdove, vzhodna pa po vinorodnih legah slovi že od rimskih časov dalje. Vinogradi so urejeni na strmih pobočjih. Haloze na južnih obronkih mejijo na vinorodno deželo Posavje, na severu pa na Mariborski vinorodni okoliš. 
Na tem območju so predvsem gojene bele vinske sorte. Večina vin, ki jih pridelajo v Halozah, je pridelana in shranjena na Ptuju, najpomembnejši je Laški rizling (suho vino), sicer pa še beli pinot, šipon, renski rizling, sauvignon, dišeči traminec in rizvanec. Od rdečih sort vinogradniki gojijo predvsem modri burgundec. Vinska zvrst je haložan (ki ga sestavljajo laški rizling, šipon in sauvignon).
Dandanes vinogradniki v Halozah združujejo tradicionalna znanja o gojenju vinske trte in negi vrhunskega vina, z ugodnimi klimatskimi, geološkimi in drugimi pogoji. Namreč 5 % svetovnih vinogradniških predelov se lahko ponaša s tako ugodnimi okoljskimi pogoji, kot so v Halozah.